# Temora
Temora est une ville australienne située dans la zone d'administration locale du même nom, dont elle est le siège, en Nouvelle-Galles du Sud.

## Géographie
La ville est située dans la Riverina, au sud-est de la Nouvelle-Galles du Sud, à 420 km au sud-ouest de Sydney.

## Histoire
Temora commence son existence comme zone d'élevage en 1847. La découverte d'or dans la région entraîne par la suite la création d'un petit village. Le chemin de fer arrive dans la ville en 1897.
Au début du XXe siècle, la ville est l'une de celles abritant la plus forte proportion de colons d'origine germanique.
Elle constitue une municipalité avant le 1er janvier 1981, date à laquelle elle fusionne avec le comté voisin de Narraburra pour former le comté de Temora. 

## Démographie
| 2001  | 2006  | 2011  | 2016  | 2021  |
| ----- | ----- | ----- | ----- | ----- |
| 4 146 | 4 695 | 4 417 | 4 693 | 4 706 |

## Économie
La région de Temora possède un secteur agricole varié avec la culture de céréales, de canola et l'élevage de moutons. La ville abrite le deuxième producteur de miel australien.
La ville possède un musée de l'aviation très bien fourni qui abrite les deux seuls Spitfires australiens encore capables de voler.

## Personnalités
- Mark Kerry (né en 1959), nageur australien, triple médaillé olympique.